# Mandaguaçu
Mandaguaçu é um município brasileiro do estado do Paraná. Localiza-se na Região Metropolitana de Maringá.

## História
A Companhia de Melhoramentos do Norte do Paraná planejou e levou a efeito a obra de colonização da região onde atualmente é o município de Mandaguaçu. O ciclo expansionista cafeeiro, a frondosa floresta virgem, e as terras férteis foram decisivos para o crescimento da região e do município. Criado através da Lei Estadual nº 790, de 14 de novembro de 1951, foi instalado em 14 de dezembro de 1952, sendo desmembrado de Mandaguari.
O nome Mandaguaçu é de origem tupi guarani e significa "abelha grande".

## Geografia
Possui uma área de 294 km². Localiza-se a uma latitude 23°20'49" sul e a uma longitude 52°05'42" oeste, estando a uma altitude de 580 metros. Sua população estimada em 2020 era de 23 373 habitantes.

### Demografia
Dados do Censo - 2000
População Total:18.263
- vasta:
- Rural:
- Homens:
- Mulheres: 8.419

Dados do Censo - 2010
População Total: 19.284
Índice de Desenvolvimento Humano Municipal (IDH-M): 0,762
- IDH-Renda: 0
- IDH-Longevidade: 0
- IDH-Educação: 0

## Esporte
A cidade de Mandaguaçu já possuiu um clube no Campeonato Paranaense de Futebol, o Clube Atlético Independente

## Administração
Lista de prefeitos e vice-prefeitos:
| Nº | Nome                            | Partido | Início do mandato    | Fim do mandato         | Observações            |
| 1  | Aray Milla Ferreira de Siqueira | PR      | 1952                 | 1956                   | Prefeito eleito        |
| 2  | João Fracasso Filho             | PSD     | 1956                 | 1961                   | Prefeito eleito        |
| 3  | Hiro Vieira                     | UDN     | 1961                 | 1964                   | Prefeito eleito        |
| 4  | Hilton Antunes Mendes           | —       | 1964                 | 1968                   | Prefeito eleito        |
| —  | Pedro Bonini                    | —       | 1964                 | 1968                   | Vice-prefeito eleito   |
| 5  | Hiro Vieira                     | ARENA   | 1969                 | 1972                   | Prefeito eleito        |
| —  | Adelino Gomes                   | ARENA   | 1969                 | 1972                   | Vice-prefeito eleito   |
| 6  | Bonifácio Gomes Bonilha         | ARENA   | 1973                 | 1976                   | Prefeito eleito        |
| —  | Francisco Zacardi               | ARENA   | 1973                 | 1976                   | Vice-prefeito eleito   |
| 7  | Carmelino Rocha Ribeiro         | ARENA   | 1977                 | 1982                   | Prefeito eleito        |
| —  | João Rafaelli                   | ARENA   | 1977                 | 1982                   | Vice-prefeito eleito   |
| 8  | Antonio Saes                    | PDS     | 1983                 | 31 de dezembro de 1988 | Prefeito eleito        |
| —  | José Luiz Camargo de Oliveira   | PDS     | 1983                 | 31 de dezembro de 1988 | Vice-prefeito eleito   |
| 9  | José Luiz Camargo de Oliveira   | PMDB    | 1 de janeiro de 1989 | 31 de dezembro de 1992 | Prefeito eleito        |
| —  | Luiz Carlos Grossi              | PMDB    | 1 de janeiro de 1989 | 31 de dezembro de 1992 | Vice-prefeito eleito   |
| 10 | Antonio Saes                    | PMDB    | 1 de janeiro de 1993 | 31 de dezembro de 1996 | Prefeito eleito        |
| 11 | Rômulo Ceccon Barreiros         | PT      | 1 de janeiro de 1997 | 31 de dezembro de 2000 | Prefeito eleito        |
| —  | Anito Rocha de Oliveira         | PDT     | 1 de janeiro de 1997 | 31 de dezembro de 2000 | Vice-prefeito eleito   |
| 12 | José Antônio Gargantini         | PMDB    | 1 de janeiro de 2001 | 31 de dezembro de 2004 | Prefeito eleito        |
| —  | José Antônio Gargantini         | PMDB    | 1 de janeiro de 2005 | 31 de dezembro de 2008 | Prefeito reeleito      |
| 13 | Ismael Ibraim Fouani            | PTB/PR  | 1 de janeiro de 2009 | 31 de dezembro de 2012 | Prefeito eleito        |
| —  | Alzumiro Brunieri               | PTB/PR  | 1 de janeiro de 2009 | 31 de dezembro de 2012 | Vice-prefeito eleito   |
| —  | Ismael Ibraim Fouani            | PSD     | 1 de janeiro de 2013 | Atual                  | Prefeito reeleito      |
| —  | Alzumiro Brunieri               | PRP     | 1 de janeiro de 2013 | Atual                  | Vice-prefeito reeleito |